# George Walter Caldwell

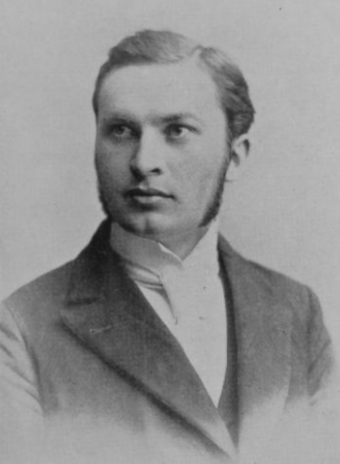

George Walter Caldwell (* 12. September 1866 in Lincoln, Vermont, USA; † 11. März 1946 in Hollywood, Kalifornien, USA) war ein US-amerikanischer HNO-Arzt, Maler und Schriftsteller.

## Leben
George Walter Caldwell wuchs in bescheidenen Verhältnissen auf. Er musste sich sein Studium an den Universitäten von Colorado und Denver erarbeiten und erhielt dort sein Diplom im Jahre 1891. Er wechselte dann an die Poliklinik in New York und engagierte sich vor allem in der Hals-Nasen-Ohren-Heilkunde, einer damals in den Vereinigten Staaten besonders gefragten Disziplin.
Er konstruierte eine Spezialsonde für die Behandlung verengter Tränenkanäle. Im Jahre 1893 entwickelte er eine Methode, um die Kieferhöhle von Eiter zu entleeren und eine Drainage zur Nasenhöhle zu legen (Caldwell-Luc-Operation). Alle seine medizinischen Veröffentlichungen erschienen innerhalb von drei Jahren nach seinem Diplom.
Anfang 1900 wechselte Caldwell an die Stanford University in San Francisco. Dort blieb er bis 1926 und wechselte dann nach Los Angeles. Dort widmete er sich stärker der Literatur und der Malerei. Als Einwohner von Hollywood stellte er seine Bilder nicht nur vor Ort aus, sondern reiste durch die gesamte Welt. Er schrieb ferner mehrere Bücher über Indianer und wurde Mitglied des Kalifornischen Kunst-Vereins (California Art Club).
Er sammelte Volkserzählungen und veröffentlichte im Jahre 1925 die „Legends of Southern California“. Er illustrierte und veröffentlichte eine Sammlung von Gedichten mit dem Titel „Meditations of a Medico“, die seine Lebensphilosophie widerspiegelt.

## Quelle
- Who Named It

| Personendaten    | Personendaten                                        |
| ---------------- | ---------------------------------------------------- |
| NAME             | Caldwell, George Walter                              |
| KURZBESCHREIBUNG | US-amerikanischer HNO-Arzt, Maler und Schriftsteller |
| GEBURTSDATUM     | 12. September 1866                                   |
| GEBURTSORT       | Lincoln, Vermont, USA                                |
| STERBEDATUM      | 11. März 1946                                        |
| STERBEORT        | Hollywood, Kalifornien, USA                          |